# Isoneuromyia pulcherrima
Isoneuromyia pulcherrima är en tvåvingeart som först beskrevs av Tollet 1950.  Isoneuromyia pulcherrima ingår i släktet Isoneuromyia och familjen platthornsmyggor. Inga underarter finns listade i Catalogue of Life.